# Helminthosporium senseletii
Helminthosporium senseletii är en svampart som beskrevs av Bhat & B. Sutton 1985. Helminthosporium senseletii ingår i släktet Helminthosporium och familjen Massarinaceae.   Inga underarter finns listade i Catalogue of Life.